# یزد نو
یزدنو، روستایی از توابع بخش هویزه شهرستان دشت آزادگان در استان خوزستان ایران است. این روستا مرکز دهستان بنی‌صالح بخش هویزه است و در غرب استان خوزستان ایران در نزدیکی مرز عراق واقع شده است.

## جمعیت
این روستا در دهستان بنی‌صالح قرار دارد و براساس سرشماری مرکز آمار ایران در سال ۱۳۸۵، جمعیت آن ۸۵۶ نفر ۱۱۵خانوار) بوده‌است.

## پیشینه
این روستا در زمان حکومت پهلوی بنیاد شده‌است و در تاریخ ۶ دی ۱۳۶۶ به مرکزیت دهستان بنی‌صالح در آمد.
یزد نو در زمان جنگ ایران و عراق مدتی در تصرف عراقیان بود و در روز ۲۰ اردیبهشت ۱۳۶۱ ژندارمری ناحیه خوزستان پاسگاه‌های ژندارمری یزد نو، کیاندشت، ساسان، اشکان، برزگر، خاتمی و شهابی را که در غرب جفیر و حاشیه شرقی هورالعظیم پس از ۱۹ ماه اشغال توسط نیروهای عراقی دوباره آزاد کردند و نیروهای ژندارمری مجهز به تفنگ ۱۰۶ و خمپاره‌های ۶۰، ۸۱، ۸۲، و ۱۲۰ میلیمتری را در آن‌ها مستقر کردند.
سازمان هلال احمر ایران در سال ۲۰۰۳ میلادی، اردوگاهی برای اسکان پناهندگان عراقی در یزد نو بنیاد کرد.
زمینی به وسعت یک هکتار در این روستا به احداث اماکن همگانی اختصاص یافته که ۲۰۰۰ متر آن برای احداث نخلستان، ۱۳۰۰ متر برای فضای سبز و بقیه برای احداث مسجد و کتابخانه و.. در نظر گرفته شده‌است.